# Harry Markowitz
Harry Markowitz (Chicago, 24 augustus 1927 – San Diego, 22 juni 2023) was een Amerikaans econoom.

## Biografie
In de jaren vijftig publiceerde Markowitz een artikel getiteld “Portfolio Selection”, waarin hij de aandacht vestigde op de wijze hoe een belegger, door middel van diversificatie, risico inherent aan zijn beleggingsportefeuille kan reduceren. Deze publicatie vormde de grondslag van de zogenaamde Moderne portefeuilletheorie (MPT).
De MPT tracht het risico te minimaliseren bij een bepaalde rendementsverwachting, dan wel het rendement te maximaliseren bij een gegeven risicoverwachting. Markowitz toonde aan dat de verschillen tussen de werkelijk behaalde rendementen en de eerdere verwachtingen daarvan, of ten opzichte van het gemiddelde van een datareeks, een gekwantificeerd beeld geeft van de beleggingsrisico’s.
Voorts stelde hij dat, door beleggingen met een onderling lage correlatie in de portefeuille op te nemen, het specifieke risico te diversificeren is.
De MPT is later uitgebreid en vereenvoudigd middels het Capital Asset Pricing Model (CAPM).
In 1990 won Markowitz de prijs van de Zweedse Rijksbank voor economie.
Markowitz overleed op 22 juni 2023. Hij werd 95 jaar oud.